# Shenyang Global Financial Centre
Le Shenyang Global Financial Centre est un complexe de sept gratte-ciel en construction à Shenyang en Chine. 
La tour 1 s'élèvera à 500 mètres et abritera des bureaux, la tour 2 s'élèvera à 321 mètres et abritera un hôtel et des bureaux, et les tours 3, 4, 5, 6 et 7 s'élèveront à 200 mètres et abriteront des résidences.